# Doda (Dżammu i Kaszmir)
Doda – miejscowość w Indiach w dystrykcie Doda w Dżammu i Kaszmir. Według spisu powszechnego z 2011 roku zamieszkana przez 21 605 osób.
Doda położona jest na wysokości 1149 m n.p.m., nad rzeką Dźhelam, około 80 km na północny wschód od Dżammu. Z zachodu na wschód przebiega przez nią droga krajowa 244 z Batote do Khanbal.

## Demografia
Spośród 21 605 mieszkańców w 2011 roku 12 506 stanowili mężczyźni, a 9 099 kobiety. 66,45% mieszkańców wyznaje islam, a 32,62% hinduizm.